# Ziabrauka (sielsowiet Ziabrauka)
Ziabrauka (biał. Зябраўка; ros. Зябровка, Ziabrowka; pol. hist. Ziabrówka) – wieś na Białorusi, w obwodzie homelskim, w rejonie homelskim, w sielsowiecie Ziabrauka.

## Historia
W XIX i w początkach XX w. wieś i folwark, od 1875 będący własnością włościanina Słuczenkowa. Położona była wówczas w Rosji, w guberni mohylewskiej, w powiecie homelskim. Następnie w granicach Związku Sowieckiego. Od 1991 w niepodległej Białorusi.

## Transport
Znajduje się tu przystanek kolejowy Sakołka. W pobliżu zlokalizowana jest powstała w czasach carskich stacja kolejowa Ziabrauka. Zarówno przystanek jak i stacja leżą na linii Bachmacz – Homel.
Nieopodal wsi położone jest lotnisko wojskowe Ziabrauka, na którym w latach 1952–1994 stacjonował 290. Samodzielny Pułk Lotnictwa Rozpoznania Dalekiego Zasięgu Lotnictwa Dalekiego Zasięgu Sowieckich Sił Powietrznych. W późniejszym okresie było zamknięte. W lipcu 2022 Ukraina poinformowała, że kontrolę nad lotniskiem przejęła Rosja. Było ono wykorzystywane przez wojska rosyjskie podczas inwazji Rosji na Ukrainę.

## Ludzie związani z miejscowością
- Maryja Mamaszuk – białoruska zapaśniczka, wicemistrzyni olimpijska; urodzona w Ziabrauce